# Gorgone
Gorgonele (în limba greacă veche Γοργόνες/Gorgónes sau Γοργοῖ/Gorgoĩ, la singular Γοργώ/Gorgố) erau în mitologia greacă creaturi feminine amenințătoare. Numele derivă de la cuvântul grec gorgos, care înseamnă „groaznic”.

Gorgonă

Deși descrierile gorgonelor variază în literatura greacă, termenul se referă în principal la oricare dintre cele trei surori care avea părul din șerpi vii și veninoși și o privire îngrozitoare care îi transforma în stane de piatră pe cei ce le priveau. Deși două gorgone (Stheno și Euryale) erau nemuritoare, sora lor Medusa nu era, și a fost ucisă de semizeul Perseu. Gorgonele erau o imagine populară a mitologiei grecești, apărând în cele mai timpurii consemnări ale credințelor antice grecești, cum ar fi cele ale lui Homer. Datorită privirii lor legendare, imagini ale gorgonelor au fost puse pe obiecte și clădiri pentru protecție. Medusa a fost ucisă de Perseus și capul ei a devenit o „podoabă” pe scutul zeiței Atena. Din sângele Medusei s-a născut Pegas. Gorgonele reprezintă imaginea sinelui deformat de vicii, în lipsa luptei pentru a ajunge la calea cea dreaptă.

## Mitologie
Euryale, Stheno și Medusa erau cele trei fiice monstruoase ale lui Phorcys și Ceto. Dintre ele, primele două erau nemuritoare. Medusa — considerată prin excelență „gorgonă” — era muritoare. Sălașul gorgonelor se afla la capătul lumii, în apropierea Grădinii Hesperidelor. Cele trei "gorgone" nu au fost din totdeauna înspăimântătoare. De fapt, ele au fost niște femei foarte frumoase. De aceea Medusa împreună cu Poseidon au ajuns sa aibă o Aventura. Din păcate, acest lucru se petrecute în templul zeiței Atena. Considerând acest lucru jignitor, Atena a transformat-o pe Medusa împreună cu cele două surori ale sale în niște creaturi cu șerpi în loc de păr și cu niște ochi care te transformau pe loc într-o stană de piatră. Ea le-a dat brațe de bronz și aripi de aur, cu ajutorul cărora ele se înălțau în văzduh. Perseu a reușit să o ucidă pe Medusa cu ajutorul Atenei și a lui Hermes în timp ce monstrul dormea. Zeii i-au dat eroului cizmele înaripate ale lui Hermes, cu care putea zbura mai repede ca vântul și coiful lui Hades, cu care putea deveni invizibil, pentru a nu fi văzut de gorgone. Când i-a tăiat capul, din gâtul ei retezat au ieșit doi fii pe care i-i dăruise Poseidon:  Chrysaor și calul înaripat Pegas. Mai târziu, zeița Atena și-a împodobit egida cu chipul Medusei, a cărei simplă vedere transforma pe orice muritor în stană de piatră. Sângele ei, adunat de Perseu, putea fi folosit când ca otravă ucigătoare, când ca un leac tămăduitor.

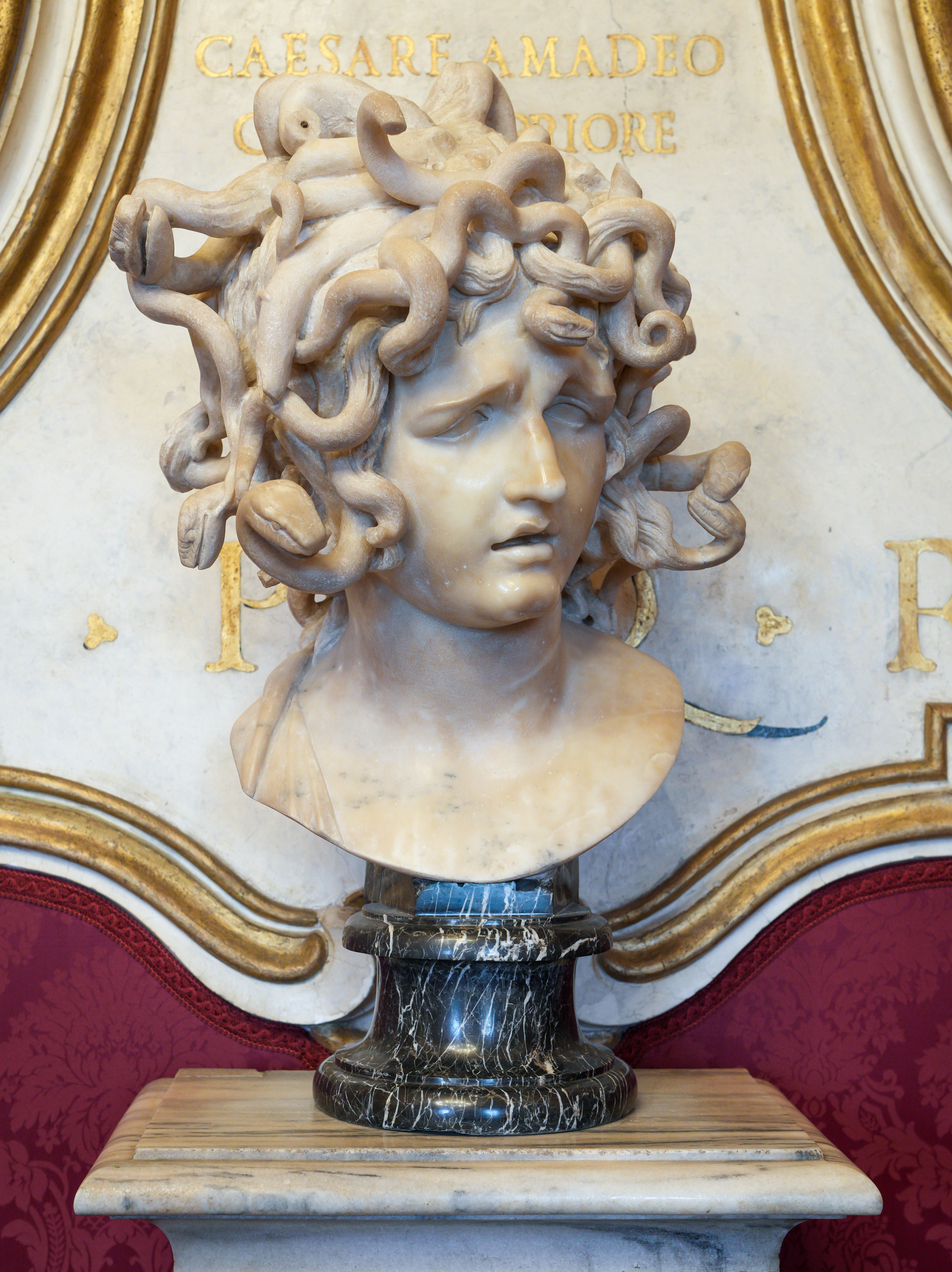
Medusa

### Feminitatea funestă
Feminitățile de la periferia mitologiei eline reflectă un tip de imaginar ce expulzează natura din cultură. Eriniile, Harpiile, Gorgonele, Sfinxul reprezintă aberații ale formei pământești, factori de tulburare a echilibrului universal (împotriva cărora vor lupta eroi civilizatori ca Heracles). Poziția lor este marginală în ansamblul mitico-religios; fiind divinități htoniene, fiice ale Nopții, locuitoare ale tărâmurilor de întuneric, mai mult sau mai puțin identice cu forțele naturii, le lipsește antropomorfismul caracteristic în general zeilor greci.
Gorgonele, de pildă, fiice ale unor divinități marine, aveau „mâini uriașe din aramă, cu gheare ascuțite de oțel. În loc de păr, capul le era acoperit cu șerpi veninoși, care mișunau șuierând. Cu colți ascuțiți ca junghierele, cu buzele roșii ca sângele și cu ochii sclipind de furie, chipurile lor oglindeau atâta răutate și erau atât de înfricoșătoare, încât oricine le arunca o singură privire se prefăcea în stană de piatră” . Eriniile, născute din sângele lui Uranos mutilat înghițit de Geea, au „ șerpi veninoși încolăciți în jurul capetelor, ochii scăpărându-le de o mânie cumplită” . Harpiile sunt „duhuri necurate, monștri înaripați cu corp de pasăre, cap de femeie, gheare ascuțite și miros puturos” , iar Sfinxul este un monstru jumătate leu, jumătate femeie. Se poate vorbi, prin urmare, de o construire imaginară a arhetipului din terori fragmentare, dezgusturi, spaime, repulsii instinctive, translatate toate într-o imagine cât mai tenebroasă a feminității.
Gilbert Durand observa că unele populații primitive repartizează lingvistic substantivele în două genuri: andric și metandric , acesta din urmă incluzând obiectele neînsuflețite, animalele și femeile. Co-naturalitatea feminității cu animalitatea e specifică și vechii mitologii eline, care feminizează monștrii teriomiorfi ca Sfinxul sau Sirenele. Potrivit celor mai cunoscute analize simbolice, figuralitatea animală evocă teroarea în fața morții (prin devorare) sau a schimbării (prin diferența de nivel ontologic). Teriomorfia în forma ei devoratoare, părul alcătuit din șerpi, exprimă o dramatizare negativă a feminității, într-o atmosferă de teroare și catastrofă.
Dacă o valorizare estetică a unor asemenea figuri va fi posibilă în atmosfera intelectuală a Renașterii, pentru „stilistica” grecilor, posibilitatea deconstruirii frumosului prin grotesc e amendată simbolic. Himera, ca simbol al fanteziei, sau Sfinxul, ca simbol al realității (propune enigme despre lume și om) avertizează asupra unui virtual clivaj din ordinea experienței, iar grecul polis-ului nu are decât a se teme de orice i-ar revela natura himerică a lumii.
Feminitățile monstruoase ale mitologiei eline, întruchipări ale unor instincte agresive refulate, deschid o breșă în civilizația greacă a realului, în care iraționalul se suprapune necunoscutului; nu întâmplător, Sfinxul poate fi învins numai de intelect, când enigma îi este dezlegată. Astfel de reprezentări traduc teama că psihologicul nu este o lume închisă, așa cum și-ar fi dorit grecii, ci o zonă vulnerabilă și instabilă, deschisă tuturor influențelor exterioare (adesea aceste figuri mitice sunt pur și simplu încarnări ale mâniei).
Eriniile, Harpiile sau Gorgonele ne plasează într-o zonă underground a mitologiei grecești, construită pe o logică angoasantă a transgresării: transgresarea corporalității antropomorfe, a succesiunii patriliniare (Echidna, în care Jung încarnează „o masă de libido incestuos” , văzând-o ca prototip al Marii Prostituate Apocaliptice, se împerechează cu fiul ei, câinele Gerion, dând naștere Sfinxului), transgresarea idealului regularității (taxis) și al armoniei.
„Femeia-Styx de multiplicitate”, cu o formulă a lui Gilbert Durand, e închisă de greci într-un simbolism nefast. Ulterior, moderniștii vor redimensiona această imagine: femeia baudelairiană este „harpia, uriașa, îmbinând candoarea și lubricitatea, tigrul adorat, frumoasa tenebroasă, mai mângâietoare ca îngerii nopții”. Evident, până la această reconversie culturală, duplicitatea pulsiunilor primitive, ilustrată prin feminitatea sălbatică și sângeroasă a vechilor mituri antice, va trece și printr-un proces de sublimare în creștinism, prin cultul Fecioarei-Mamă, femeia exorcizată și spiritualizată.